# Turniej Miast

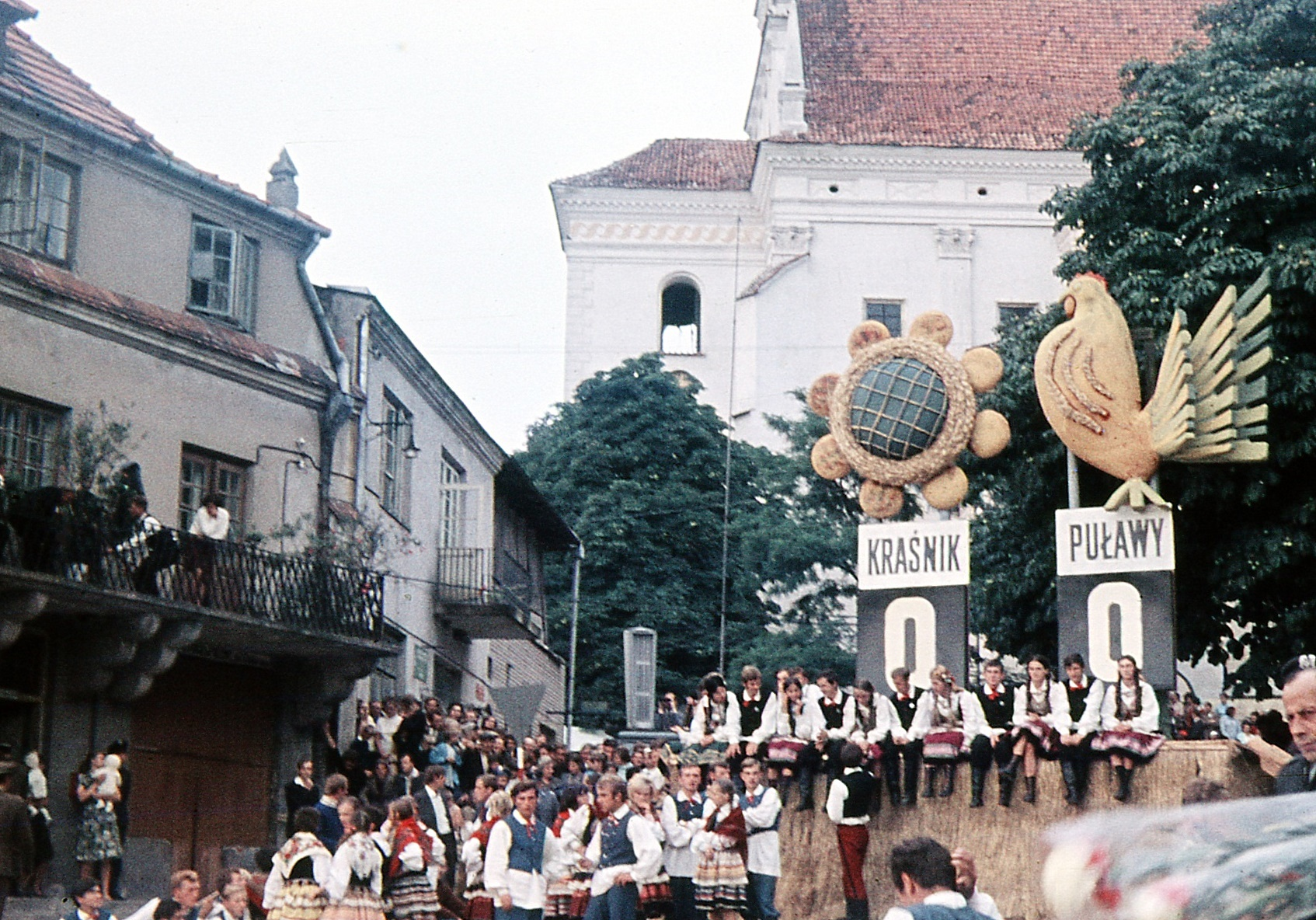
Ustawiona w Kazimierzu Dolnym scena tuż przed rozpoczęciem Turnieju Miast Kraśnik-Puławy

Turniej Miast (pełna nazwa Zawsze w niedzielę – turniej miast, od 1973 Bank Miast) – cykliczna audycja Telewizji Polskiej, nadawana od 1965 do lat 80., reżyserowana najpierw przez Mariana Marzyńskiego z Mariuszem Walterem, później zaś samodzielnie przez Waltera.
Było to widowisko plenerowe polegające na rywalizacji miast. Formuła programu nawiązywała do Jeux sans frontières produkowanego w ramach Eurowizji w krajach Europy Zachodniej. Do udziału w widowisku zapraszano miasta średniej wielkości i mniejsze, początkowo (m.in. ze względu na ograniczone możliwości logistyczne i środki łączności) niezbyt odległe geograficznie (np. Syców i Oleśnica w 1965 albo Kraśnik i Puławy w 1968), później w miarę rozwoju techniki telewizyjnej także odleglejsze (np. Chojnice i Dzierżoniów czy Sanok i Bolesławiec). Wśród prowadzących Turnieje znajdowały się m.in. takie popularne wówczas postacie telewizyjne jak Eugeniusz Pach, Bronisław Cieślak, Zygmunt Chajzer, Irena Dziedzic, Tadeusz Sznuk, Andrzej Kwiatkowski, Iwona Kubicz, a wśród sędziów i jurorów pojawiał się m.in. Sobiesław Zasada, wówczas znany ze swoich osiągnięć w sportach motorowych, a także (przy ocenianiu konkurencji muzycznych) Jerzy Waldorff i Andrzej Kurylewicz.
Turniej Miast, realizowany (pierwotnie „na żywo”) w formule zawodów w kilkunastu konkurencjach, w których uczestniczyły reprezentacje obu rywalizujących miast, w tym także przedstawiciele lokalnych władz, był w zamierzeniu okazją do promocji lokalnego rękodzieła, wyrobów sztuki ludowej, lokalnych zespołów pieśni i tańca itp. Była to też okazja do promocji turystyki, a także integracji społeczności lokalnej. Organizowano w ramach Turnieju Miast m.in. takie przedsięwzięcia, jak zbiórki pieniężne, zbiórki surowców wtórnych (jeśli miasta różniły się wielkością, stosowano handicapy wynikające z liczby mieszkańców). Licznie rozgrywane były różnorodne wyścigi: zarówno różnych pojazdów (np. samochodowe, na traktorach, na hulajnogach), jak i w konkurencjach związanych z wykonywaną pracą (np. przepisywanie przez maszynistki tekstu na maszynie do pisania).